# 灰toダイヤモンド/Go City Go/フックの法則
『灰toダイヤモンド/Go City Go/フックの法則』（はいトゥダイヤモンド/ゴー・シティ・ゴー/フックのほうそく）は、日本のアイドルグループ・BEYOOOOONDSの5枚目のシングル。2024年5月29日にアップフロントワークス（zetimaレーベル）より発売された。

## 背景
2024年3月30日 - 31日、ハロー!プロジェクトメンバーが総出演するライブ『Hello! Project ひなフェス 2024』が幕張メッセ 国際展示場9ホールで計4公演開催された。このうち、30日の昼公演である『Hello! Project ひなフェス2024 Juice=Juice & BEYOOOOONDS プレミアム』で本作の発売をサプライズ発表。合わせて、表題曲のうち「灰toダイヤモンド」「Go City Go」の2曲が初披露された。
2024年6月27日に豊洲PITで開催されたライブ『BEYOOOOONDS LIVE TOUR 2024 SPRING ～PERSOOOOONALITY「Wings of Dreams」～』をもってメンバーの山﨑夢羽がグループを卒業したため、山﨑にとって本作が最後に参加したシングルとなった。また、同年3月1日に一岡伶奈が体調不良を理由にグループを卒業したため、11人体制では最初で最後のシングルである。

## 制作・音楽性
本作は、2ndシングル『激辛LOVE/Now Now Ningen/こんなハズジャナカッター!』以来BEYOOOOONDSにとって3作ぶりとなるトリプルA面シングルとなっている。表題曲3曲とも作詞を児玉雨子が、作曲を星部ショウが担当している。
本作制作前に、メンバーと楽曲制作陣との間にミーティングの場が設けられた。そこでは「こういうことができるから曲を作ってほしいとか、こういう強みがあるからこういう曲があったら活かせると思う、というメンバー側からの意見を聞いてみたいと制作陣の方に言っていただいた」といい、本作はその意見が大きく反映されたものとなっている。高瀬くるみは「たとえば〈灰toダイヤモンド〉では、私たちも歌唱力を頑張って上げるので、ユニゾンじゃなくて一人ひとりの声を押し出した曲がほしいとか、ラップがやりたい、フェイクがやりたいという子もいる中で、それらの希望をギュッとまとめましたという曲がきたんです」と振り返っている。また、岡村美波は2023年5月15日に日本武道館でライブ『BEYOOOOONDS CONCERT 2023「NEO BEYO at BUDOOOOOKAN!!!!!!!!!!!!」』が開催されたあたりで、デビュー当時のフレッシュさやコミカルで明るくポップな路線の完成形が出来上がった気がしていたといい、「もちろんその形のBEYOOOOONDSも残していきたいですし、もっと大きくもしていきたいですけど、また違う魅力も作っていかなければいけない時期なのかなと個人的に思っていたところでの今回のシングルなんです。私たちの第2章というか、新たな勝負時だと思っています」と語っている。一方で、高瀬は「〈Go City Go〉や〈フックの法則〉はこれまでのBEYOOOOONDSのエッセンスを感じられる曲になっていると思うんですけど、それらが一緒に収録されていることで、今までの私たちを好きな人も置いてけぼりにしないし、初めて私たちを知った人も入っていきやすいようなシングルになっていると思います」とも発言している。
本作の通常盤A、B、Cには、表題曲3曲に加え「Additional Track」として異なる楽曲が1曲ずつ収録されている。これには、先述のミーティングで曲数が増えたら嬉しいとメンバーが伝えた希望が反映されており、高瀬は「まずいろんなジャンルの曲をやりたかったのと、昨年のリリースが1枚だけだったこともあって、曲数が伸びてなかったんですよね。ライヴの時にもっといろんなパターンの曲がほしいよねと話していたので、それを伝えさせていただいて」と語っている。

## リリース・プロモーション
初回生産限定盤A、B、C、通常盤A、B、Cの6形態で発売。初回生産限定盤A、B、CはCD+Blu-ray Disc、通常盤はCDのみ。通常盤の初回仕様には、トレーディングカード（通常盤Aには「灰toダイヤモンド」、通常盤Bには「Go City Go」、通常盤Cには「フックの法則」の各衣裳のソロ11種+集合1種よりランダムで1枚）が封入されている。また、購入先によって異なる先着特典も用意された（後述）。
発売と同時に、『灰toダイヤモンド/Go City Go/フックの法則 (Special Edition)』としてハイレゾ音源を含む本作のダウンロード配信がスタートした。
前作『求めよ…運命の旅人算/夢さえ描けない夜空には』以来約1年1か月ぶりとなるシングル。
2024年5月28日、本作発売記念ミニライブ&お見送り会をCLUB CITTA'で開催。また、本作発売に伴い『WithLIVEオンライン個別お話し会』『リミスタ インターネットサイン会』『forTUNE musicイベント』も開催された。

### 店舗特典
| 対象店舗                                                                   | 特典内容                                                                                 |
| -------------------------------------------------------------------------- | ---------------------------------------------------------------------------------------- |
| TOWER RECORDS（オンライン含む、一部店舗除く）                              | オリジナルポストカード〈TOWER RECORDS用〉                                                |
| HMV（HMV&BOOKS online含む、一部店舗除く）                                  | オリジナルポストカード〈HMV用〉                                                          |
| TSUTAYA RECORDS（一部店舗除く）、TSUTAYAオンラインショッピング（予約のみ） | オリジナルポストカード〈TSUTAYA RECORDS用〉                                              |
| WonderGOO/新星堂（一部店舖除く）および新星堂WonderGOOオンライン            | オリジナルポストカード〈WonderGOO/新星堂用〉                                             |
| その他対象店舗                                                             | オリジナルポストカード〈その他対象店舗用〉                                               |
| Amazon.co.jp                                                               | メガジャケ（品種別 計6種）                                                               |
| セブンネットショッピング                                                   | メンバーソロビジュアル入り アクリルチャームミニキーホルダー（全11種よりランダムにて1種） |
| 楽天ブックス                                                               | メンバーソロビジュアル入り 缶バッジ（全11種よりランダム）                                |

## 収録曲

### 初回生産限定盤
| 全作曲: 星部ショウ。 |                                     |           |            |          |      |
| #                    | タイトル                            | 作詞      | 作曲・編曲 | 編曲     | 時間 |
| 1.                   | 「灰toダイヤモンド」                | 児玉雨子  | 星部ショウ | 大久保薫 | 4:25 |
| 2.                   | 「Go City Go」                      | 児玉雨子  | 星部ショウ | 炭竃智弘 | 4:41 |
| 3.                   | 「フックの法則」                    | 児玉雨子  | 星部ショウ | 鈴木俊介 | 4:21 |
| 4.                   | 「灰toダイヤモンド (Instrumental)」 |           | 星部ショウ | 大久保薫 | 4:21 |
| 5.                   | 「Go City Go (Instrumental)」       |           | 星部ショウ | 炭竃智弘 | 4:41 |
| 6.                   | 「フックの法則 (Instrumental)」     |           | 星部ショウ | 鈴木俊介 | 4:21 |
| 合計時間:            | 合計時間:                           | 合計時間: | 合計時間:  | 26:50    |      |

| #         | タイトル                               | 作詞  | 作曲・編曲 | 時間  |
| --------- | -------------------------------------- | ----- | ---------- | ----- |
| 1.        | 「灰toダイヤモンド (Music Video)」     |       |            | 5:39  |
| 2.        | 「灰toダイヤモンド (Dance Shot Ver.)」 |       |            | 4:29  |
| 3.        | 「灰toダイヤモンド（メイキング映像）」 |       |            | 17:48 |
| 合計時間: | 合計時間:                              | 27:56 |            |       |

| #         | タイトル                         | 作詞  | 作曲・編曲 | 時間  |
| --------- | -------------------------------- | ----- | ---------- | ----- |
| 1.        | 「Go City Go (Music Video)」     |       |            | 5:27  |
| 2.        | 「Go City Go (Dance Shot Ver.)」 |       |            | 4:46  |
| 3.        | 「Go City Go（メイキング映像）」 |       |            | 18:38 |
| 合計時間: | 合計時間:                        | 28:51 |            |       |

| #         | タイトル                           | 作詞  | 作曲・編曲 | 時間  |
| --------- | ---------------------------------- | ----- | ---------- | ----- |
| 1.        | 「フックの法則 (Music Video)」     |       |            | 5:00  |
| 2.        | 「フックの法則 (Dance Shot Ver.)」 |       |            | 4:24  |
| 3.        | 「フックの法則（メイキング映像）」 |       |            | 18:09 |
| 合計時間: | 合計時間:                          | 27:33 |            |       |

### 通常盤
| #         | タイトル                                        | 作詞       | 作曲       | 編曲      | 時間  |
| --------- | ----------------------------------------------- | ---------- | ---------- | --------- | ----- |
| 1.        | 「灰toダイヤモンド」                            | 児玉雨子   | 星部ショウ | 大久保薫  | 4:25  |
| 2.        | 「Go City Go」                                  | 児玉雨子   | 星部ショウ | 炭竃智弘  | 4:41  |
| 3.        | 「フックの法則」                                | 児玉雨子   | 星部ショウ | 鈴木俊介  | 4:21  |
| 4.        | 「恋する銀河」(Additional Track)                | 星部ショウ | 加藤裕介   | 加藤裕介  | 3:59  |
| 5.        | 「灰toダイヤモンド (Instrumental)」             |            | 星部ショウ | 大久保薫  | 4:21  |
| 6.        | 「Go City Go (Instrumental)」                   |            | 星部ショウ | 炭竃智弘  | 4:41  |
| 7.        | 「フックの法則 (Instrumental)」                 |            | 星部ショウ | 鈴木俊介  | 4:21  |
| 8.        | 「恋する銀河 (Instrumental)」(Additional Track) |            | 加藤裕介   | 加藤裕介  | 3:59  |
| 合計時間: | 合計時間:                                       | 合計時間:  | 合計時間:  | 合計時間: | 34:48 |

| #         | タイトル                                        | 作詞      | 作曲       | 編曲      | 時間  |
| --------- | ----------------------------------------------- | --------- | ---------- | --------- | ----- |
| 1.        | 「灰toダイヤモンド」                            | 児玉雨子  | 星部ショウ | 大久保薫  | 4:25  |
| 2.        | 「Go City Go」                                  | 児玉雨子  | 星部ショウ | 炭竃智弘  | 4:41  |
| 3.        | 「フックの法則」                                | 児玉雨子  | 星部ショウ | 鈴木俊介  | 4:21  |
| 4.        | 「WORKER讃歌」(Additional Track)                | 西野蒟蒻  | 小松一也   | 小松一也  | 3:51  |
| 5.        | 「灰toダイヤモンド (Instrumental)」             |           | 星部ショウ | 大久保薫  | 4:21  |
| 6.        | 「Go City Go (Instrumental)」                   |           | 星部ショウ | 炭竃智弘  | 4:41  |
| 7.        | 「フックの法則 (Instrumental)」                 |           | 星部ショウ | 鈴木俊介  | 4:21  |
| 8.        | 「WORKER讃歌 (Instrumental)」(Additional Track) |           | 小松一也   | 小松一也  | 3:51  |
| 合計時間: | 合計時間:                                       | 合計時間: | 合計時間:  | 合計時間: | 34:32 |

| #         | タイトル                                            | 作詞       | 作曲                   | 編曲                     | 時間  |
| --------- | --------------------------------------------------- | ---------- | ---------------------- | ------------------------ | ----- |
| 1.        | 「灰toダイヤモンド」                                | 児玉雨子   | 星部ショウ             | 大久保薫                 | 4:25  |
| 2.        | 「Go City Go」                                      | 児玉雨子   | 星部ショウ             | 炭竃智弘                 | 4:41  |
| 3.        | 「フックの法則」                                    | 児玉雨子   | 星部ショウ             | 鈴木俊介                 | 4:21  |
| 4.        | 「Oh! カンターレ」(Additional Track)                | 星部ショウ | Shusui・Anders Dannvik | Anders Dannvik・加藤裕介 | 3:51  |
| 5.        | 「灰toダイヤモンド (Instrumental)」                 |            | 星部ショウ             | 大久保薫                 | 4:21  |
| 6.        | 「Go City Go (Instrumental)」                       |            | 星部ショウ             | 炭竃智弘                 | 4:41  |
| 7.        | 「フックの法則 (Instrumental)」                     |            | 星部ショウ             | 鈴木俊介                 | 4:21  |
| 8.        | 「Oh! カンターレ (Instrumental)」(Additional Track) |            | Shusui・Anders Dannvik | Anders Dannvik・加藤裕介 | 3:51  |
| 合計時間: | 合計時間:                                           | 合計時間:  | 合計時間:              | 合計時間:                | 34:32 |

### Special Edition（配信限定）
| #         | タイトル             | 作詞       | 作曲                   | 編曲                     | 時間  |
| --------- | -------------------- | ---------- | ---------------------- | ------------------------ | ----- |
| 1.        | 「灰toダイヤモンド」 | 児玉雨子   | 星部ショウ             | 大久保薫                 | 4:25  |
| 2.        | 「Go City Go」       | 児玉雨子   | 星部ショウ             | 炭竃智弘                 | 4:41  |
| 3.        | 「フックの法則」     | 児玉雨子   | 星部ショウ             | 鈴木俊介                 | 4:21  |
| 4.        | 「恋する銀河」       | 星部ショウ | 加藤裕介               | 加藤裕介                 | 3:59  |
| 5.        | 「WORKER讃歌」       | 西野蒟蒻   | 小松一也               | 小松一也                 | 3:51  |
| 6.        | 「Oh! カンターレ」   | 星部ショウ | Shusui・Anders Dannvik | Anders Dannvik・加藤裕介 | 3:51  |
| 合計時間: | 合計時間:            | 合計時間:  | 合計時間:              | 合計時間:                | 25:08 |

## 楽曲解説
灰toダイヤモンド
MBS系情報・バラエティ番組『西乃風ブラン堂』2024年5月度エンディングテーマ。
テレビ東京系ドキュメンタリー番組『ハロドリ。』2024年6月度エンディングテーマ。
本楽曲について、平井美葉は「ビヨ史上最高難易度のダンスと歌」、山﨑夢羽は「今までの私たちを知っている人ほどギャップを感じるんじゃないか」と紹介している。また、作詞を担当した児玉雨子は「こんなにとっても楽しいファンクナンバーを歌うなら、希望がある未来と世界がいい! 希望を湧き上がらせるパワーを帯びた歌詞になりますように! と念じながら書きました。なによりビヨの魅力がきらきら散りばめられている歌です」、作曲を担当した星部ショウは「『ビヨに最高のパーティーソングを!』という意気込みで作曲しました」とコメントしている。
タイトルは、アンジェイ・ワイダ監督の映画『灰とダイヤモンド』およびその原作となる小説『灰とダイヤモンド』から。
本楽曲はツインボーカル（星部曰く「上ハモ・下ハモの概念を取っ払った『ダブル主旋律』」）がメインとなっており、メンバー全員が4声のコーラスを担当している。また、冒頭のトークボックスは清野桃々姫によるもので、間奏では小林萌花がエレクトリックピアノを演奏している。
本楽曲の振り付けはえんどぅが担当。
本作の発売発表と同日の2024年3月30日、ミュージック・ビデオがBEYOOOOONDSの公式YouTubeチャンネルで公開。監督は今原電気が務めた。
Go City Go
テレビ北海道系生活情報番組『スイッチン!』2024年6月度エンディングテーマ。
テーマは「五・七・五」。サビのメロディーが五音音階になっているほか、歌詞に季語や俳言が取り入れられている。
歌詞には東海道新幹線の全17駅と車種（「のぞみ」「ひかり」「こだま」）が登場する。
2024年5月29日から9月30日まで、本楽曲とJR東海とのコラボレーション企画『東海道新幹線17駅 Go City Goキャンペーン』が実施された。
本楽曲の振り付けは原ふさ穂が担当。
2024年5月17日、ミュージック・ビデオがBEYOOOOONDSの公式YouTubeチャンネルで公開。監督は植木秀治が務めた。スタジオのほか東海道新幹線車内や静岡県三島市でもロケが行なわれ、ロケでの衣装は里吉うたのがスタイリングに携わっている。また、2024年10月11日から2025年3月2日まで、ロケ地である三島駅の開業90周年を記念したコラボレーション企画『コラボ第2弾! 聖地・三島へ Go City Goキャンペーン』が実施された。
フックの法則
2024年4月7日よりスタートしたライブハウスツアー『BEYOOOOONDS LIVE TOUR 2024 SPRING ～PERSOOOOONALITY～』で初披露された。
本楽曲ついて、高瀬くるみは「ファンクでかっこいい一面と、元気で明るい一面をあわせ持つ、パワーソング」、平井は「今まで積み重ねてきたBEYOOOOONDSらしさがさらにグレードアップして詰まってる感じがする」と紹介している。
本楽曲について、星部はジャミロクワイやスティーヴィー・ワンダー、サザンオールスターズから影響を受けたという。星部は「『フックでファンクな1曲を』というお題を頂き、ギターで16ビートを刻みながら作曲しました!」とコメントしている。
歌詞は、物理法則の1つであるフックの法則がモチーフとなっている。
本楽曲の振り付けは原ふさ穂が担当。
2024年4月26日、ミュージック・ビデオがBEYOOOOONDSの公式YouTubeチャンネルで公開。監督は森田亮が務めた。
恋する銀河
通常盤Aに収録。
2023年5月2日に東京芸術劇場で開催されたパシフィックフィルハーモニアポップス東京とのコラボレーションによるライブ『BEYOOOOOPHONIC』のために制作された楽曲で、同ライブで初披露された。
オーケストラアレンジの楽曲で、宇宙と愛がテーマとなっている。ピアノは小林が担当している。
一岡伶奈在籍時に発表された楽曲であるが、本音源には一岡は参加していない。
WORKER讃歌
通常盤Bに収録。
2024年6月18日に開催されたライブハウスツアー『BEYOOOOONDS LIVE TOUR 2024 SPRING ～PERSOOOOONALITY～』なんばHatch公演でライブ初披露された。
本楽曲の振り付けは竹森徳芳が担当。
Oh! カンターレ
通常盤Cに収録。
2024年6月27日に豊洲PITで開催されたライブ『BEYOOOOONDS LIVE TOUR 2024 SPRING ～PERSOOOOONALITY「Wings of Dreams」～』でライブ初披露された。
ピアノは小林が担当している。

## 参加ミュージシャン
灰toダイヤモンド
- 大久保薫：Keyboards & Programming
- 鈴木俊介：Guitar
- 小林萌花 (BEYOOOOONDS)：Electric Piano Solo
- 清野桃々姫 (BEYOOOOONDS)：Talkbox
- BEYOOOOONDS：All Vocal & Chorus

Go City Go
- 炭竃智弘：Keyboards, Programming & Chorus
- 松葉由行：Guitar
- 馬場広考：Bass

フックの法則
- 鈴木俊介：Guitar & Programming
- 吉澤達彦：Trumpet
- 鹿討奏：Trombone
- 竹上良成：Alto, Tenor, Baritone Saxophone
- 星部ショウ：Chorus

恋する銀河
- 加藤裕介：Keyboards & Programming
- 小林萌花 (BEYOOOOONDS)：Piano
- 星部ショウ：Chorus

WORKER讃歌
- 小松一也：Keyboards & Programming
- ellie：Chorus

Oh! カンターレ
- Anders Dannvik：Arrangement & The Other Instruments
- 加藤裕介：Piano Arrangement
- 小林萌花 (BEYOOOOONDS)：Piano
- 高瀬くるみ (BEYOOOOONDS)：Chorus
- 西田汐里 (BEYOOOOONDS)：Chorus
- 星部ショウ：Chorus

## ライブ映像作品
| 曲名             | 作品名                                                                                   |
| ---------------- | ---------------------------------------------------------------------------------------- |
| 灰toダイヤモンド | Hello! Project ひなフェス 2024                                                           |
| 灰toダイヤモンド | BEYOOOOONDS LIVE TOUR 2024 SPRING ～PERSOOOOONALITY「Wings of Dreams」～                 |
| 灰toダイヤモンド | Do-Did-Done/あゝ君に転生                                                                 |
| 灰toダイヤモンド | BEYOOOOONDS CONCERT 2024 AUTUMN「DISCOOOOOTHEQUE BUDOOOOOKAN」                           |
| 灰toダイヤモンド | BEYOOOOONDS CONCERT 2025 SPRING ～Take Me Out To The BUDOOOOOKAN!「Treasury Island」～   |
| Go City Go       | Hello! Project ひなフェス 2024                                                           |
| Go City Go       | BEYOOOOONDS LIVE TOUR 2024 SPRING ～PERSOOOOONALITY「Wings of Dreams」～                 |
| Go City Go       | BEYOOOOONDS CONCERT 2024 AUTUMN「DISCOOOOOTHEQUE BUDOOOOOKAN」                           |
| Go City Go       | Hello! Project ひなフェス 2025                                                           |
| フックの法則     | BEYOOOOONDS LIVE TOUR 2024 SPRING ～PERSOOOOONALITY「Wings of Dreams」～                 |
| フックの法則     | BEYOOOOONDS CONCERT 2024 AUTUMN「DISCOOOOOTHEQUE BUDOOOOOKAN」                           |
| 恋する銀河       | BEYOOOOONPHONIC                                                                          |
| 恋する銀河       | BEYOOOOONDS CONCERT TOUR「NEO BEYO at BUDOOOOOKAN!!!!!!!!!!!!」                          |
| 恋する銀河       | BEYOOOOONDS FCイベント2023 〜爽秋の陣ZIN〜                                               |
| 恋する銀河       | Hello! Project 25th ANNIVERSARY CONCERT「Theme Of Hello!」「ALL FOR ONE & ONE FOR ALL!」 |
| 恋する銀河       | BEYOOOOONDS FCイベント2023 〜クリスマスの陣ZIN〜                                         |
| 恋する銀河       | BEYOOOOONDS Hoooooliday Fanclub Tour in 苗場の陣ZIN                                      |
| 恋する銀河       | BEYOOOOONDS FCイベント2024 ～クリスマスの陣ZIN～                                         |
| 恋する銀河       | BEYOOOOONDS CONCERT 2025 SPRING ～Take Me Out To The BUDOOOOOKAN!「Treasury Island」～   |
| WORKER讃歌       | BEYOOOOONDS LIVE TOUR 2024 SPRING ～PERSOOOOONALITY「Wings of Dreams」～                 |
| WORKER讃歌       | BEYOOOOONDS CONCERT 2024 AUTUMN「DISCOOOOOTHEQUE BUDOOOOOKAN」                           |
| Oh! カンターレ   | BEYOOOOONDS LIVE TOUR 2024 SPRING ～PERSOOOOONALITY「Wings of Dreams」～                 |
| Oh! カンターレ   | Do-Did-Done/あゝ君に転生                                                                 |
| Oh! カンターレ   | BEYOOOOONDS CONCERT 2024 AUTUMN「DISCOOOOOTHEQUE BUDOOOOOKAN」                           |
| Oh! カンターレ   | BEYOOOOONDS FCイベント2024 ～クリスマスの陣ZIN～                                         |
| Oh! カンターレ   | BEYOOOOONDS CONCERT 2025 SPRING ～Take Me Out To The BUDOOOOOKAN!「Treasury Island」～   |